# Chihuahua (groupe)
Chihuahua est un groupe français de rock alternatif, originaire de Paris. Il fut actif durant la décennie 1980-1990, et jouait un style musical dans la lignée du punk rock, du rhythm and blues, puis du rock latino.

## Histoire
Le groupe est formé en 1980, à Paris, et mené par son leader Napo Romero. Le nom du groupe vient du personnage Chihuahua Pearl, chanteuse de saloon issue de la série de bandes dessinées Blueberry. Le groupe est formé par Red Creek (batterie), Ricky (basse) et Napo (guitare et chant), puis Mano (alias Mano Solo, guitare) ainsi que Polit Olive, principal chanteur.
Une cassette est produite par Herman Schwartz, guitariste des Métal Urbain. Les premiers concerts se font dans les squats. Une nouvelle formation voit le jour, et conserve Red Creek, Ricky, Napo et Marco. Leur premier mini-album est édité chez GMG. Un album suit en 1985 avec les Hot Pants (futurs Mano Negra) et Los Carayos (Hot Chicas). L'album suivant, Fiesta de la mort, en 1987, paraît au label Boucherie avec une formation renforcée par des cuivres (Peter, Mamak, et Tonio). Cet album contient le single à succès Porque te vas. Des compilations diverses suivent chez Boucherie Production.
Le groupe change radicalement de style avec une nouvelle formation et signe en 1990 chez Epic Records où ils publient leur dernier album, Nomad Land, la même année. Attiré par le mouvement de la Movida, le groupe se produit beaucoup en Espagne dans les années 1980, notamment à l'Apago de Madrid. À la fin des années 1980, le groupe tourne en Europe avec la troupe de cirque alternatif Archaos. Le groupe fait partie de la mouvance alternative de cette époque avec Les Wampas, Bérurier noir, Parabellum, Hot Pants et Mano Negra. Le groupe se sépare en 1993. Tchak rejoint Shaltaï en 1996, et Napo joue avec Mano Solo formant ainsi les Frères Misère.
Le groupe se reforme pour jouer un soir le 14 février 2015 au Cleub de Montreuil, en Seine-Saint-Denis.

## Membres
- Napo Romero - chant
- Tchak — guit
- Red Creek — batterie
- Rikki — basse
- François « Matu » Matuszenski — claviers
- Antoine Chao — trompette
- Mamak — saxophone
- Peter — saxophone
- Simon Strange - trombone

## Discographie

### Compilations
- 1986 : Hot chicas (Persistent et signent) — Tchak Rock, Hombre de noche et Do Something to Me (Boucherie Production)
- 1987 : Mon grand frère est un rocker — Soleil Rey (Boucherie Production)
- 1989 : Concert à la boucherie — les Loups (Live à Bourges en janvier 1989) (Boucherie Production, Island Records)
- 1989 : Sang neuf en 89 — ! (Eurobond Records)